# 扎油乡
扎油乡，是中华人民共和国甘肃省甘南藏族自治州夏河县下辖的一个乡镇级行政单位。

## 行政区划
扎油乡下辖以下地区：
扎油道村、扎油哇村和扎油曼村。